# Spijkerboor (Drenthe)
Pour les articles homonymes, voir Spijkerboor.

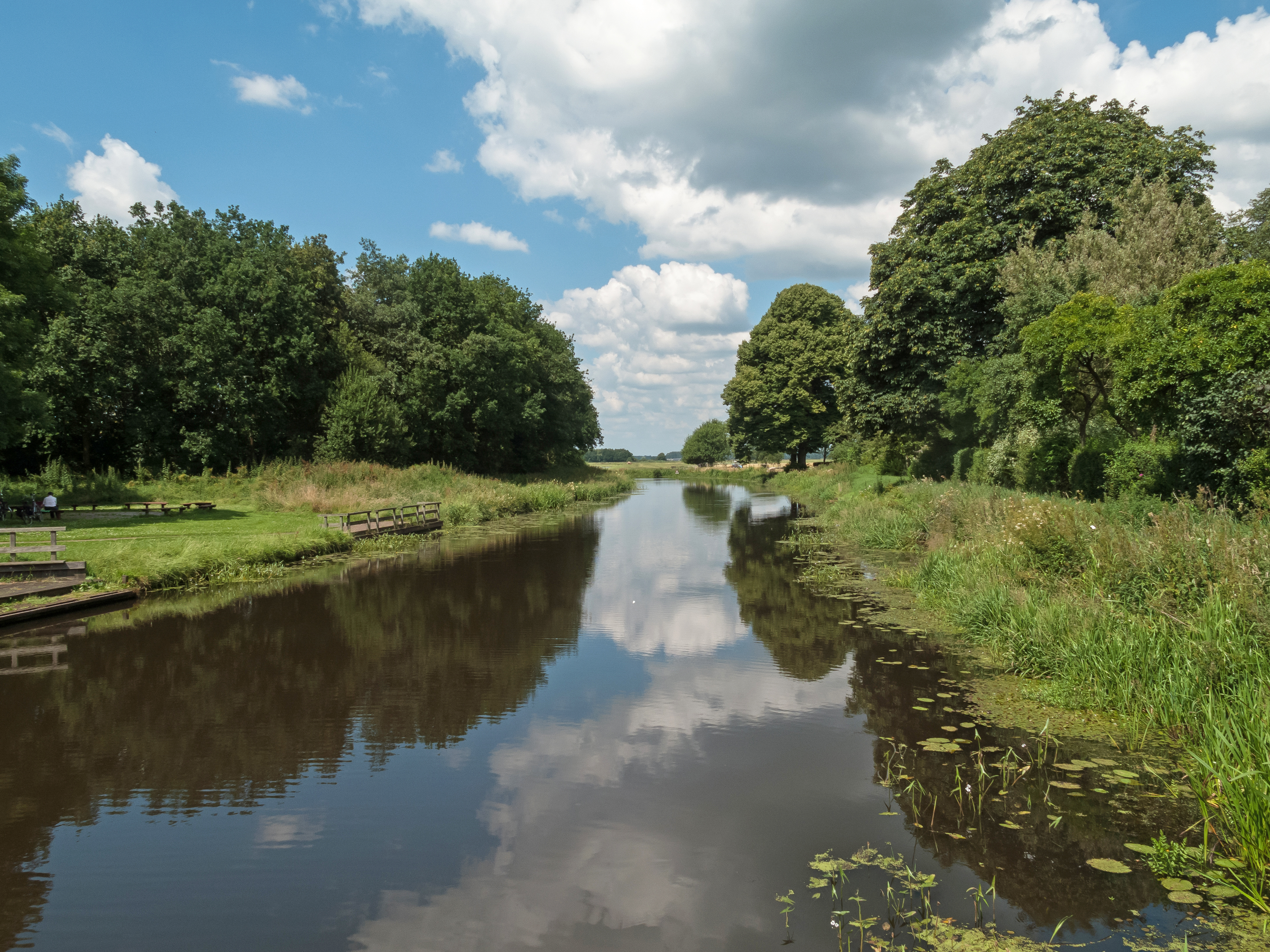
près de Spijkerboor, fleuve: la Hunze, ou la Oostermoerse Vaart

Spijkerboor est un village dans la commune néerlandaise d'Aa en Hunze, dans la province de Drenthe. Le 1er janvier 2008, le village comptait 170 habitants.